# Сандон (бог)
Сандон (іноді пишеться Сандес, Сандан або Санда) бог у стародавнього Тарса, його зображували у вигляді як чоловіка у митрі з мечем, квіткою або сокирою, який стоїть позаду рогатого і крилатого лева. Асоціюється в першу чергу з війною і погодою, Сандон був головним богом в кілікійському пантеоні, принаймні на початку другого тисячоліття до нашої ери. Стародавні греки та римляни ототожнювали Сандона з Гераклом. 
Великий пам'ятник Сандон існував у Тарсі, принаймні, до третього століття нашої ери. Ассирологиня Стефані Даллі пов'язувала її зі статуєю ассирійського бога встановленою царем Сін-аххе-еріба.
Вперше на монетах з'являються на тетрадрахмах селевкідського басилевса Антіоха VII і продовжувалося до правління римського імператора Галлієна. 